# Петик, Александр Владиславович
Алекса́ндр Владисла́вович Пе́тик (укр. Олександр Владиславович Петік, р. 27 ноября 1963 года, Киев, УССР, СССР) — украинский политический деятель. Со 2 марта 2014 года по 16 сентября 2014 года — председатель Кировоградской областной государственной администрации (КОГА). Член партии Свобода. С 14 ноября 2014 — помощник по правовой работе командира 24-го отдельного штурмового батальона ВСУ («Айдар»). С апреля по август 2015 года возглавлял Сватовскую районную военно-гражданскую администрацию. С 18 августа 2015 по 26 марта 2018 года — заместитель председателя Закарпатской областной государственной администрации.

## Биография
Родился 27 ноября 1963 года в Киеве.
В 1991 году окончил экономический факультет Сыктывкарского университета, в 1992 году — Киевский государственный университет имени Тараса Шевченко (по специальностям «философия» (в 1992 году) и «правоведение» (2002 год)), а в 1997 году — Академию государственного управления при Президенте Украины, по окончании которой стал магистром государственного управления.
С февраля по сентябрь 1982 года работал маляром в государственном университета имени Тараса Григорьевича Шевченко.
В 1985—1990 годах работал в нефтешахтном управлении «Яреганефть» (город Ухта Коми АССР) горным рабочим, откатчиком, машинистом подъёмных машин.
Был избран депутатом Верховного совета Коми АССР. С ноября 1990 по сентябрь 1992 года работал в Совете министров Республики Коми и был помощником депутата Верховного совета РСФСР.
Потом в течение года возглавлял Региональное информационно-коммерческое агентство в городе Сосногорске Республики Коми, откуда в ноябре 1993 года вернулся в Киев и поступил в аспирантуру Института государства и права имени Корецкого Академии наук Украины, которую закончил в августе 1995 года.
С сентября 1995 по август 1996 — исполняющий обязанности заведующего отделом Научно-исследовательского института социально-экономических проблем Киева. В это время был также главным редактором газеты «Пробуждение» Шевченковского районного совета народных депутатов.
С сентября 1997 по апрель 1998 — главный редактор газеты «Киев Шевченковский».

### Политическая карьера
С октября 1998 до января 2001 — главный консультант секретариата комитета Верховной рады Украины по вопросам правовой реформы.
С января 2001 года — советник Киевского городского головы. Депутат Киевского городского совета XXII, XXIІI и XXIV созывов. В 2003 по июль 2006 года был начальником Главного управления по вопросам внутренней политики столичной госадминистрации.
С июня по ноябрь 2007 года — ведущий социолог отдела социально-политических процессов Института социологии НАН Украины.
С декабря 2007 по март 2014 года был помощником-консультантом народного депутата Украины VI и VII созывов Святослава Ханенко. Входил в экспертную группу по вопросам совершенствования законодательства в сфере здравоохранения в условиях реформирования здравоохранения.
2 марта 2014 года указом исполняющего обязанности президента Украины и председателя Верховной Рады Александра Турчинова был назначен главой Кировоградской областной государственной администрации вместо Андрея Николаенко. Эта должность досталась «Свободе» по квоте как участнику возникшей после победы Евромайдана в феврале 2014 года совместной коалиции с партиями «Батькивщина» и «Удар», силами которой было сформировано переходное правительство).
Местная общественность критиковала нового главу КОГА за отсутствие кадровых ротаций, вместе с тем звучало одобрение за честное проведение президентской кампании и личную помощь местным военным и добровольцам, участвовавшим в антитеррористической операции на востоке Украины.
8 сентября на брифинге перед журналистами Александр Петик сообщил о написании им заявления об увольнении. После получения согласия президента страны он планировал пойти в армию и быть полезным на работе по поднятию боевого духа и тылового обеспечения. 16 сентября президент Украины Пётр Порошенко принял отставку и своим указом назначил на этот пост Сергея Кузьменко.
14 ноября 2014 года приказом министра обороны Олесь Петик был назначен на должность помощника командира батальона по правовой работе 24-го отдельного штурмового батальона ВСУ («Айдар»), куда и планировал идти служить. Наряду с этим являлся кандидатом-самодвыдвиженцем в народные депутаты Украины по 99-му мажоритарному округу от Кировограда на парламентских выборах 26 октября 2014 года, по итогам которых занял пятое место (6,89 %).

## Награды
Шестой ранг государственного служащего.
Присвоено почетное звание «Заслуженный юрист Украины».
Награждён обычной и почётной грамотами Верховной Рады Украины.